# Daniela Masseroni
Daniela Masseroni född den 28 februari 1985 i Bergamo, Italien, är en italiensk gymnast.
Hon tog OS-silver i rytmisk gymnastik för trupper i samband med de olympiska gymnastiktävlingarna 2004 i Aten.